# Every day in action
Every day in action is een single van Dizzy Man's Band.
De single kwam tot stand na een ruzie tussen het platenlabel EMI Nederland en de muziekproducenten Richard de Bois en Eddy Ouwens. De heren wilden de muziek van de Dizzy Man’s Band produceren vanuit de Soundpush Studio te Blaricum. EMI dicteerde dat de muziek verder opgenomen moest worden in hun Bovema Studio in Heemstede. Dat had tot gevolg dat de B-kant nog is opgenomen in Blaricum en de A-kant in Heemstede. De band koos de kant van het platenlabel. Die keus bleek voor de hits een slechte. Vanaf deze single haalde de band de top10 niet meer.
Beide nummers zijn geschreven door de (basis)bandleden Herman Smak en Jacques Kloes. Frans Mijts, ook betrokken bij de eerste single van de Dizzy Man’s Band, schreef de arrangementen. Opmerkelijk daarbij is dat Mijts een van de oprichters was van de Soundpush Studio. Every day in action is een parodie op de dan van de grond komende fitnessrage. Het plaatje valt in de categorie geinmuziek, met dito videoclip van AVRO's Toppop.

## Hitnotering

### Nederlandse Top 40
| Positie: | 28 | 23 | 19 | 19 | 33 | uit |

### NederlandseDaverende 30
| Positie: | 25 | uit |